# Бартонек, Войтех
Войтех Бартонек (1859—1908) — чешский живописец.

## Биография

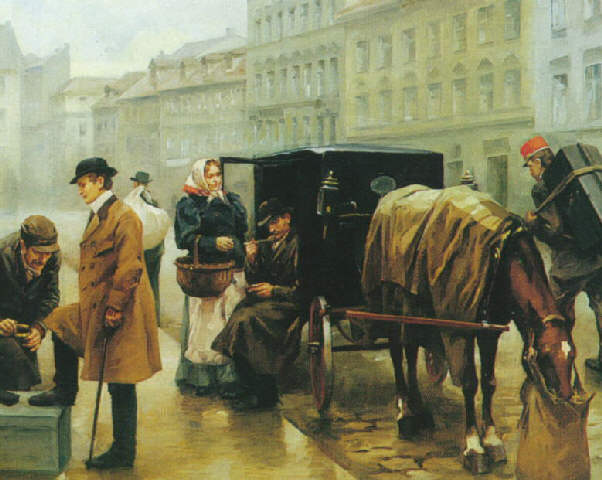
Сцена с пражской улицы.

Войтех Бартонек родился 28 марта 1859 года в Праге.
Овладевал художественным мастерством в пражской академии изобразительных искусств под руководством профессора Яна Свертса, а затем учился в столице Франции городе Париже.
Как художник, Войтех Бартонек обратил на себя внимание в 1881 году своей первой картиной «Несправедливый дележ» — талантливое изображение сцен из обыденной жизни с юмористическим оттенком.
Позднее Бартонеком были написаны также следующие картины: «Перед лотерейной конторой», «Перед Рождеством», «Последний глоток», «Из пражской улицы», «Старый рассказчик», «Новобранцы», «По дороге к больному», «Спор у помещика» и другие.
Войтех Бартонек умер 25 августа 1908 года в Праге.